# Cattedrali in Ciad

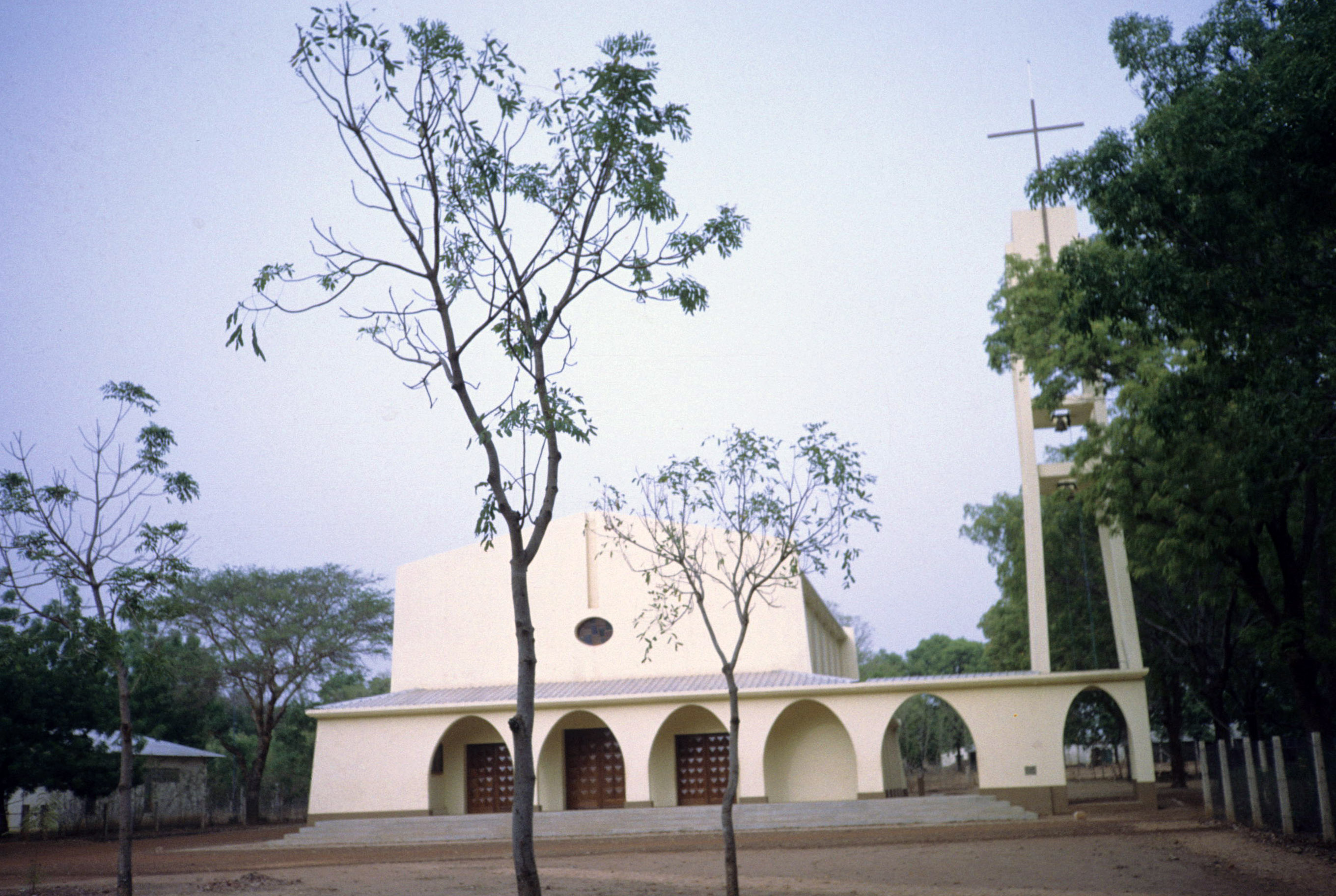
Cattedrale dei Santi Pietro e Paolo (Pala)

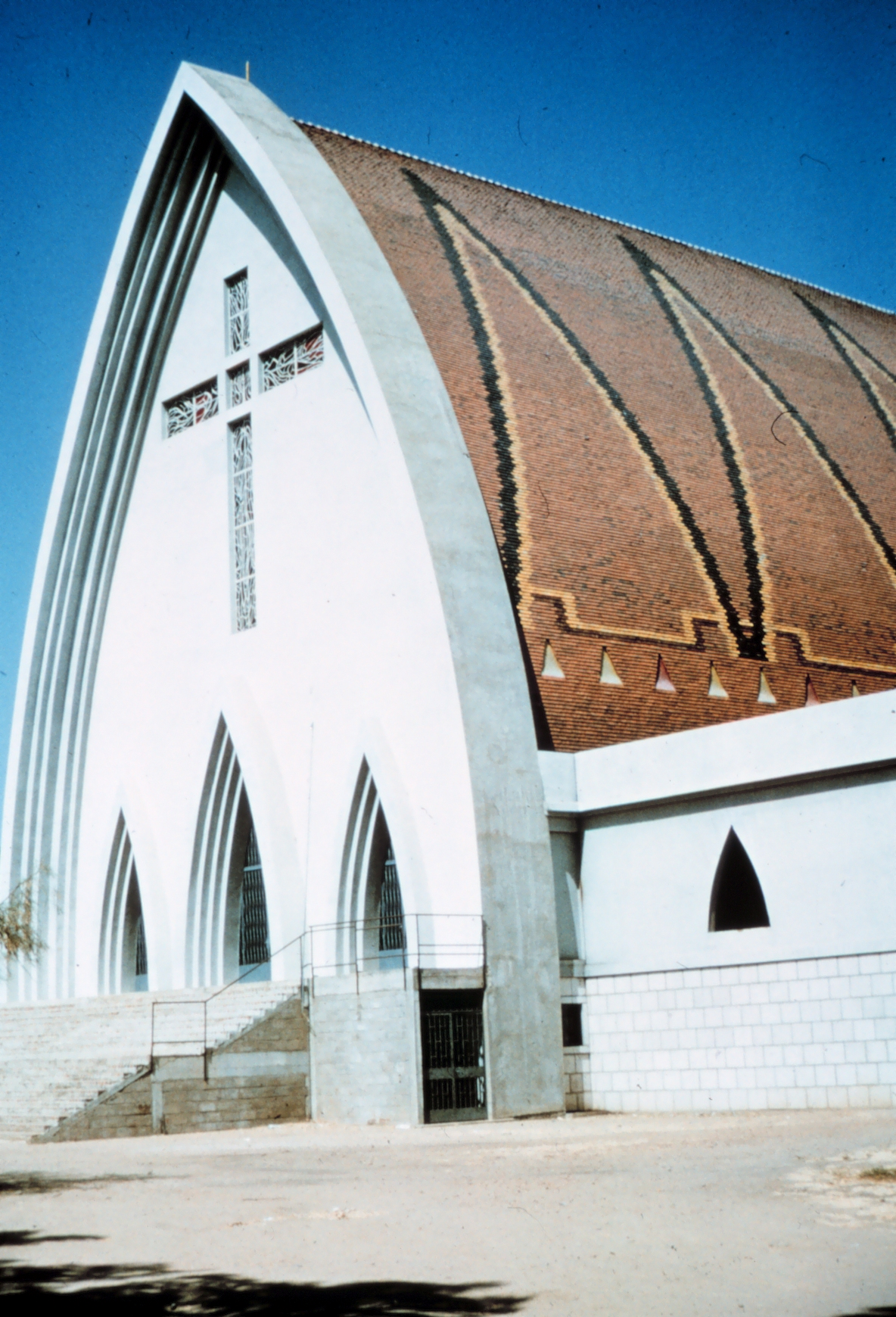
Cattedrale di Nostra Signora (N'Djamena)

Questa è una lista delle cattedrali in Ciad.

## Cattedrali cattoliche
| Cattedrale                                 | Arcidiocesi o Diocesi         | Località  |
| ------------------------------------------ | ----------------------------- | --------- |
| Cattedrale di Nostra Signora               | Arcidiocesi di N'Djamena      | N'Djamena |
| Cattedrale di Santa Teresa                 | Diocesi di Doba               | Doba      |
| Cattedrale di Santa Maria degli Angeli     | Diocesi di Goré               | Goré      |
| Cattedrale di Santa Teresa di Gesù Bambino | Diocesi di Koumra             | Koumra    |
| Cattedrale della Santa Famiglia            | Diocesi di Laï                | Laï       |
| Cattedrale del Sacro Cuore                 | Diocesi di Moundou            | Moundou   |
| Cattedrale dei Santi Pietro e Paolo        | Diocesi di Pala               | Pala      |
| Cattedrale dell'Immacolata Concezione      | Diocesi di Sarh               | Sarh      |
| Cattedrale di Sant'Ignazio                 | Vicariato apostolico di Mongo | Mongo     |